# Mário Silva (Taekwondoin)
Mário Gentil Silva (* 1. Januar 1993) ist ein portugiesischer Taekwondoin. Er startet in der Gewichtsklasse bis 63 Kilogramm.
Silva bestritt bei der Junioreneuropameisterschaft 2007 in Baku seine ersten internationalen Titelkämpfe und erreichte in der Klasse bis 51 Kilogramm das Achtelfinale. Zwei Jahre später konnte er sich bei der Junioreneuropameisterschaft in Trelleborg bis ins Viertelfinale vorkämpfen. Seine erste internationale Medaille gewann Silva bei den Olympischen Jugend-Spielen 2010 in Singapur. In der Klasse bis 63 Kilogramm zog er ins Finale ein und errang Silber. Im folgenden Jahr bestritt er in Gyeongju seine erste Weltmeisterschaft im Erwachsenenbereich, schied aber gegen Michael Harvey frühzeitig aus. Bei der Europameisterschaft 2012 erreichte Silva in der Klasse bis 63 Kilogramm das Halbfinale, wo er erneut gegen Harvey verlor, mit dem Gewinn der Bronzemedaille aber seinen bislang größten Erfolg im Erwachsenenbereich verbuchte. Beim europäischen Olympiaqualifikationsturnier in Kasan verlor Silva das Viertelfinale gegen Hryhorij Hussarow und verpasste die Teilnahme an den Olympischen Spielen 2012 knapp.